# Julian Wrublewski
Julian Adolfowicz Wrublewski (ros. Юлиан Адольфович Врублевский, ur. 3 czerwca (wg innych danych 24 września) 1910 w Petersburgu, zm. 15 listopada 2006 tamże) – radziecki ślusarz, przodownik pracy, Bohater Pracy Socjalistycznej (1966).

## Życiorys
Urodził się w polskiej rodzinie robotniczej. Pracował jako ślusarz w zakładzie Elektrosiła w Leningradzie, później został uczniem pakowacza i pakowaczem, brał udział w produkcji wyposażenia elektrycznego m.in. dla zakładów metalurgicznych i elektrowni. We wrześniu 1935 zaangażował się w działalność ruchu stachanowskiego. Zaproponował stosowanie łożysk tocznych w zakładach Elektrosiły oraz inne usprawnienia pracy owijarek, by zakład mógł pracować szybciej. Na zmianie zaczął wykonywać 200-250% normy. Jego usprawnienia wniosły wkład w wykonanie drugiego w ZSRR planu pięcioletniego. W zakładach Elektrosiła wyprodukowano pierwszy krajowy turbogenerator o mocy 100 tys. kilowatów będący wówczas unikatową maszyną. Od lata 1941 Wrublewski służył w Armii Czerwonej, brał udział w wojnie z Niemcami jako łącznościowiec, w 1946 został przyjęty do WKP(b). Po demobilizacji wrócił do pracy w zakładach Elektrosiła. W 1961 był delegatem na XXII Zjazd KPZR. Wszedł w skład Moskiewskiego Komitetu Rejonowego KPZR w Leningradzie. W drugiej połowie lat 80. przeszedł na emeryturę.

## Odznaczenia
- Medal Sierp i Młot Bohatera Pracy Socjalistycznej (8 sierpnia 1966)
- Order Lenina (dwukrotnie, 21 czerwca 1957 i 8 sierpnia 1966)
- Order Wojny Ojczyźnianej II klasy (11 marca 1985)
- Order „Znak Honoru” (15 kwietnia 1948)

I medale.